# Önértékelés
Az önértékelés „az ember kritikai megítélése és minősítése önmagáról, képességeiről, tevékenységéről, magatartásáról. A folyamatos önmegfigyelésen és önellenőrzésen alapuló önértékelés lehetővé teszi az egészséges, személyiségre jellemző önismeret és önbizalom kialakulását, az önirányítás képességének fejlődését.”

## Az önértékelés alakulását meghatározó tényezők
Az alábbi tényezők alakítják a gyermek önértékelését:
- az egyén környezetének visszajelzései:
  - szülők: tőlük kapjuk az elsődleges visszajelzést
  - társak: meg kell tanulni a gyereknek gyermekkorában kezelni más emberek véleményét
  - tanárok: nagyon fontosak a tanárok visszajelzései, értékítéletei, hiszen a gyerek azonosul velük és befolyásolják saját önértékelését (pl.: elvárásait magával szemben)
- az egyén tapasztalatai
  - az egyén siker- és kudarcélményei
  - a jutalmazás, büntetés módjai
  - csoportbeli elfogadottság mértéke

## Önértékelési zavarok következményei
Az alacsony önértékelésű gyerek könnyen célponttá válhat, befolyásolható, hajlamosabb az erkölcstelen tetteket elkövetni, kegyetlenkedni. Önértékelési zavarral küzdő gyerek teljesítménye gyenge, elhárító mechanizmusai vannak, szorongás. Az önértékelési zavarok következményeként iskolai kudarcok lépnek fel.

## Egészséges önértékelés
A reális önértékelésű gyerek teljesítménye jó, kevésbé szorongó, csoportjában kiemelkedő helyet foglal el, kevésbé befolyásolható, asszertivitása magasabb. Fontos feladatuk a szülőknek és a pedagógusoknak, hogy a helyes önértékelést erősítsék meg a gyerekben.

## Az önértékelés fejlesztése
„Évekkel ezelőtt egy vidéki iskolában órát látogattunk a felső tagozatban. Az osztályban dolgozatírás folyt. Beültünk az utolsó padba az iskola igazgatójával, és figyeltük a tanulókat.
Már az óra közepe táján beadta egy gyerek a munkáját. A tanár átfutotta a dolgozatot, és visszaadta a gyereknek javításra. A tanuló átnézte a munkáját, s újra beadta. A tanár ismét belepillantott a füzetbe, s megint visszaadta a tanulónak. A füzet oda-visszaadogatása harmadszor is lejátszódott. Végül kicsengettek. Az igazgató elkérte a szóban forgó füzetet, megnézte, majd leült a tanuló mellé. Rámutatott az első szóra: - Ez jól van írva? - Igen. - Hát a második szó? - Nem. - Mi a hiba? A tanuló megmondta, kijavította. Következett a harmadik szó. Az igazgató minden egyes szóra rábökött, a tanuló minden egyes szóról meg tudta állapítani, mi a hiba. Ki is javította az összeset, amit előzőleg háromszor sem csinált meg.
Mit nem tudott a tanuló? A hibákat maga javította ki, az igazgató nyelvtani, helyesírási kérdést nem tett fel, instrukciót nem adott. Mikor javította ki a tanuló a hibáit? Amikor az igazgató minden szóra egyenként rámutatott és rákérdezett. Az igazgatói ujjnak nem tulajdoníthatunk semmiféle bűvös hatást. Azt mondhatjuk tehát, hogy a tanuló nem a helyesírást nem tudta, hanem az önellenőrzés-önértékelés képességének nem volt a birtokában.”
A tanári értékelés nem helyettesítheti a tanuló önértékelését! Fontos, hogy már 1. osztálytól kezdve helyt adjunk az önértékelésnek. Fontos kialakítani a tanulóban, hogy saját érdeke a helyes önellenőrzés és önértékelés megtanulása. Ahhoz, hogy az iskolában a gyerekek ne essenek a fent említett történet tanulói hibájába, fontos, hogy megtanítsuk és gyakoroltassuk velük az elemenkénti értékelést.